# 竹内久一
竹内 久一（たけうち/たけのうち きゅういち／ひさかず、安政4年7月9日（1857年8月28日） - 大正5年（1916年）9月24日）は、明治時代の彫刻家。幼名は兼五郎。号は久遠。

## 生涯
安政4年（1857年）、江戸・浅草田町にある田長（田蝶）という提灯屋の5代目竹内善次郎（竹内田蝶）の子として生まれる。明治2年（1869年）、書家・俳人と多才だった父の計らいで、象牙彫刻家堀内龍仙の弟子となる。1年後、龍仙の死去に伴い、当時山車人形家でもあった川本州楽（舟楽）に師事し、明治11年（1878年）6月7日に川州の号を貰う。その頃、父が病気を患い、母と病弱な久一の生活は貧しかった為そ知人で、森下町の骨董屋「雅楽堂」主人鉢木雅楽の影響で骨董に目覚め、森下町に店を借り、彫刻家の傍ら道具屋を始める。
明治13年（1880年）翌年に開かれる内国勧業博覧会のため、観古美術会が開催された。そこに出品された奈良興福寺の古仏像に感銘を受け、木彫彫刻に転向するきっかけとなる。そして、同じ頃、日本橋の煎餅屋「虎屋」から木彫の虎の制作依頼という初めての大仕事が舞い込む。店先に置かれたその虎は、大きな反響を生み、内山下町博物館（後の東京帝室博物館、現東京国立博物館）の初代館長町田久成と懇意になる。後に、町田の名前から一字貰い、久一に改名。それから、彫刻家競技会が開かれるようになり、久一も参加し、専門家の間で認められるまでになった。
明治14年（1881年）、第2回内国勧業博覧会に象牙彫像を出品し、褒賞受賞。その時、町田の紹介で彫刻家加納鉄哉と出会う。明治15年（1882年）10月、久一は、前年に父を亡くしていたので、母を郷土玩具研究者清水晴風に預け、加納と共に古美術研究のため、奈良に向かった。そこで、町田や加納等の人脈により、正倉院などの宝物を模刻し、腕を磨いていく。そして、明治17年（1884年）、奈良に古社寺調査に訪れた岡倉覚三（天心）、アーネスト・フェノロサの道案内をすることとなり、運命の出会いを果たす。
岡倉に協力して明治22年（1889年）に東京美術学校が開校すると、久一は彫刻科の教師となり2年後に教授に任命される。そこでの仕事はおもに古彫刻の模刻と修復であった。明治23年（1890年）、第3回内国勧業博覧会に『神武天皇立像』を出品して、妙技二等賞を受け、大変な評判になる。明治24年（1891年）8月16日、教授に就任。その年の12月26日、従七位に叙せられる。教授就任後、多忙を極め、千葉・愛知・滋賀・京都・奈良・福岡等に出張を命ぜられ、古彫刻物の修繕や古美術研究に励んだ。その傍ら、一軒家を借りて、弟子の面倒を見るようになり、そこを仏教用語の「久遠実成」から実成舎と名付けた。門下として白井雨山・沼田一雅などがいる。
明治26年（1893年）のシカゴ万国博覧会に『伎芸天立像』を出品。しかし、西洋における美術の概念と日本の美術作品が馴染めず、特に木彫と牙彫は工芸品扱いされ、正当な評価を受けることはなかった。
博多東公園にある「日蓮聖人銅像」は、福岡県の日蓮宗徒の運動により発案され、明治25年（1892年）、東京美術学校に雛形の制作依頼が来る。翌年の4月、久一が50分の一の木彫雛形の制作に着手し、8月に雛形の銅像が完成。明治27年（1894年）2月、正式な契約が結ばれ、5月に木型の担当者に任命される。木型の制作は、校内で明治28年（1895年）1月に開始され、木曽の山中から檜を取り寄せ、翌年の6月に完成した。
明治31年（1898年）、美術学校騒動が起こり、一時辞職、間もなく復職する。
明治39年（1906年）4月4日には帝室技芸員に選ばれ、文展開設後は審査員を歴任。
大正2年（1913年）、正五位に叙せられ、大正5年（1916年）7月、勲四等瑞宝章を授与された。
脳進行性麻痺病(進行性核上性麻痺)を療養中、大正5年（1916年）9月24日に死去。
職人というよりは「数寄者」として知られ、山東京伝の『骨董集』の影響から古物の研究を始め、松浦武四郎とは骨董趣味を共有していた。幸堂得知と「地口」の研究会を開いたり、淡島椿岳や大槻如電などと交流することで元禄文化についての知識を深める。「玩具博士」と呼ばれた清水晴風とは竹馬の友であり「集古会」などで活動をともにし、そこで西澤仙湖・林若樹とも知り合う。一方、岡倉覚三・田中智学による知的影響は、制作するモチーフに大きく関わっている。
死後、竹内家の菩提寺である浅草松清町真宗大谷派壽林山善照寺に埋葬されるが、善照寺が廃寺になったため、昭和3年（1928年）、巣鴨にある法華宗別院徳栄山總持院本妙寺に改葬された（戒名・嚴相院久遠謙徳日一居士）。

## 家族
- 父・五代目竹内善次郎（田蝶、歌川芳兼等）。本姓、一説には里見。明治4年（1871年）に竹内に改名。
- 母・とよ（豊代）。
- 姉・たけ。安政2年（1855年）生まれ。
- 妻・サキ。大和絵師川辺御楯の娘。明治27年12月27日に正式に入籍。久一との間に6人の子供を授かる。
- 長女・くに（邦子）。ガラス工芸家2代目岩田藤七と結婚。

## 代表作
- 『神武天皇立像』：明治23年（1890年）、第3回内国勧業博覧会に出品。像高235cm。台座高14cm。東京藝術大学大学美術館収蔵。
- 『伎芸天立像』：明治26年（1893年）、シカゴ万国博覧会出品。像高215cm。東京藝術大学大学美術館収蔵。
- 『日蓮聖人銅像』木型：明治27年（1894年）完成。満州に運ばれた後、焼失。明治37年（1904年）、像は元寇記念碑として博多に銅像を建立。博多区東公園 (福岡市)内。
- 『戦勝観世音菩薩像』木型：日露戦争の戦死者の冥福を祈る為、岡田良一郎が設立を提唱。明治40年（1907年）、掛川城の天守台に像が完成。太平洋戦争後、『平和観世音』に改称。現在は、静岡県掛川市富士見台霊園に安置されている。
- 『破風装飾木彫原型毘首羯磨・技芸天』：京都国立博物館の明治古都館の玄関の上にある破風装飾の木型。重要文化財[3]。
- 『川上聖観世音菩薩尊像』：佐賀県日蓮宗寳塔山親正寺川上観音堂内。鋳物師谷口家が、長女の安産祈願の為、制作を依頼。谷口家の菩提寺光長山泰教寺に奉納され、大正3年（1914年）に銅像が造られたので、長女の嫁ぎ先へ安置される。銅像は、昭和19年（1944年）、供出。大正10年（1921年）8月18日、谷口家が世話人を務めた妙法講寳塔結社教会所（親正寺の前身）に寄進される。昭和32年（1957年）、川上観音堂が建立され、本堂から移される。像高276cm。台座高21cm。[4]

## 略歴
- 安政4年（1857年） - 浅草谷中天王門前山川町に生まれる。
- 明治2年（1896年） - 堀内龍仙に師事、象牙彫刻を学ぶ。
- 明治3年（1870年） - 龍仙の死去に伴い、川本州楽に師事、象牙彫刻を学ぶ。
- 明治11年（1878年） - 師より川州の号を与えられ、独立。象牙彫刻を生業とする。
- 明治13年（1880年） - 観古美術会で奈良興福寺の古仏像に感銘を受け、木彫に転向。
- 明治14年（1881年） - 第2回内国勧業博覧会に象牙彫像を出品。褒賞受賞。
- 明治18年（1885年） - 奈良博覧会に「板仏外一種」出品。二等銀牌受賞。
- 明治19年（1886年） - 奈良博覧会に「木彫像」出品。二等銀牌受賞。
- 明治21年（1888年） - 東京美術学校雇（彫刻科）。
- 明治23年（1890年） - 第3回内国勧業博覧会に木彫「神武天皇立像」出品。妙技二等賞受賞。
- 明治24年（1891年） - 東京美術学校教授就任。久一と改名。
- 明治26年（1893年） - シカゴ万国博覧会に木彫「伎芸天」出品。
- 明治27年（1894年） - 「日蓮聖人銅像」木型主任に任命。
- 明治33年（1900年） - 大阪府・滋賀県・広島県下社寺の宝物修繕事業監督就任。
- 明治35年（1902年） - 彫刻科木彫教室担任兼図按科造型教室担任、第５回内国勧業博覧会の水族館前設置の噴水塑像制作監督就任命。
- 明治38年（1905年） - 岡田良平依嘱の戦捷記念聖観音銅像原型制作擔任。
- 明治39年（1906年） - 帝室技芸員に任命。
- 明治40年（1907年） - 東京勧業博覧会審査官就任。文展審査員（第7回まで）。
- 明治42年（1909年） - 東京美術工芸展覧会審査員。古寺社保存会委員。
- 明治43年（1910年） - イタリア万国博覧会美術品出品鑑査委員。
- 大正2年（1913年） - 東京美術学校彫刻科牙彫部担任兼務。
- 大正3年（1914年） - 東京大正博覧会審査官。
- 大正5年（1916年） - 東京美術学校在官中に死去。従四位勲四等授章。